# 美国中央司令部太空军
美国中央司令部太空军（英语：U.S. Space Forces – Central，缩写SPACECENT），简称中央司令部太空军，是美国太空军的战区组成司令部，以及美国中央司令部的太空组成部队。

## 历史
中央司令部太空军成立于2022年12月2日， 是美国太空军第三个分配给地理作战司令部的太空组成部队。中央司令部太空军的总部和美国中央司令部总部一样位于美国本土的麦克迪尔空军基地。
2024年2月16日，美国中央特种作战联合特遣部队（Special Operations Joint Task Force Central，缩写SOJTF-C）成立了太空军哨兵分队（Space Force-Team Sentinel）。
哨兵分队是中央特种作战联合特遣部队的太空支援分队，在整个中亚、南亚和阿拉伯半岛地区开展行动。它提供整合的全频谱天基能力，覆盖了中央特种作战联合特遣部队的行动区域。该单位旨在优化特种作战部队对太空的整合，将提供整合的特种作战部队特定太空支援，为独特问题提供创新的太空解决方案，保持对威胁的意识，协调地区太空作战，并将中央特种作战联合特遣部队与全球的太空组成部队整合，以支持多域特种作战。哨兵分队支持并与中央司令部太空军进行整合，有助于推动整个美国中央司令部的太空作战部队的统一。

## 单位
2024年3月12日，美国中央司令部太空军3-1战斗分遣队（Combat Detachment 3-1）在巴林成立，指挥官是迪恩·L·莱克中校。

## 历任指挥官
| 任次 | 肖像 | 姓名                                 | 军衔 | 就任时间      | 卸任时间 |
| ---- | ---- | ------------------------------------ | ---- | ------------- | -------- |
| 1    |      | 克里斯托弗·普特曼 Christopher Putman | 上校 | 2022年12月2日 | 现任     |